# Robert P. Multhauf
Robert Philip Multhauf (* 8. Juni 1919 bei Sioux City, South Dakota; † 8. Mai 2004 in Raphael, Kalifornien) war ein US-amerikanischer Chemiker und Wissenschaftshistoriker (besonders Chemiegeschichte, Technikgeschichte).

## Leben
Multhauf studierte an der Iowa State University mit dem Bachelor-Abschluss in Chemie 1941. Danach arbeitete er mehrere Jahre als Chemiker, bevor er im Zweiten Weltkrieg in der US Navy diente. Nach seiner Entlassung 1946 blieb er eine Weile in Japan, bevor er sein Studium an der University of California, Berkeley fortsetzte, mit dem Master-Abschluss in fernöstlichen Studien 1950 und der Promotion in Chemiegeschichte 1953 (The relationship between technology and natural philosophy, ca. 1250–1650. As illustrated by the technology of mineral acids). Als Post-Doktorand war er an der Johns Hopkins University im Institut für Medizingeschichte. 1954 wurde er Hilfskurator und 1955 Kurator der Abteilung Ingenieurwesen am United States National Museum (Smithsonian) in Washington D.C. 1957 wurde er Chefkurator der Abteilungen Ingenieurwesen und Technik. Im selben Jahr wurde er Chefkurator der Abteilung Wissenschaft und Technik am neu gegründeten Museum of History and Technology (ab 1969 National Museum of History and Technology und ab 1980 National Museum of American History) und gleichzeitig dessen Kurator für Naturwissenschaft. 1966 bis 1969 war er dessen Direktor. 1987 ging er bei der Smithsonian Institution in den Ruhestand. Er starb 2004 in seinem Wohnhaus in San Raphael in Kalifornien an einem Herzanfall.
Von 1964 bis 1978 war Robert P. Multhauf Herausgeber von Isis und von 1979 bis 1980 war er Präsident der History of Science Society. Im Jahr 1985 erhielt er den Dexter Award und 1987 die Leonardo da Vinci Medal der Society for the History of Technology. 1984 war er Gastprofessor am Arizona Center for Medieval and Renaissance Studies. Er war im Historischen Komitee der NASA.

## Veröffentlichungen (Auswahl)
- Medical Chemistry and „the Paracelsians“. In: Bulletin of the History of Medicine. Band 28, 1954, S. 101–126.
- The Significance of Distillation in Renaissance Medical Chemistry. In: Bulletin of the History of Medicine. Band 30, 1956, S. 329–346.
- A Catalogue of Instruments and Models in the Possession of the American Philosophical Society. 1961.
- The Origins of Chemistry. Oldbourne, London 1966; The Watts, New York 1967 und 1993.
- Laurits Christian Eichner, Craftsman: 1894–1967. 1971.
- History of Chemical Technology. An Annotated Bibliography. 1983.
- mit Gregory Good: A Brief History of Geomagnetism and a Catalog of the Collections of the National Museum of American History. 1987.
- Neptunes Gift. A History of Common Salt. Johns Hopkins University Press, 1978, 1993, 1996 und 2003.
- mit John L. Dubois und Charles A. Ziegler: The Invention and Development of the Radios onde. With a Catalog of Upper-atmosphere Telemetering Probes in the National Museum of  American History. Smithsonian Institution, 2002.
- John of Rupescissa and the Origin of Medical Chemistry. In: Isis. Band 45, 1954, S. 359–367.
- The Beginnings of Mineralogical Chemistry. In: Isis. Band 49, 1958, S. 50–53.
- A Museum Case History: The Department of Science and Technology of the U.S. National Museum of History and Technology. In: Technology and Culture. Band 6, 1965, S. 47–58.
- Sal Amoniac: a Case History of Industrialization. In: Technology and Culture. Band 6, 1965, S. 569–586.